# 遠州西ヶ崎駅
遠州西ヶ崎駅（えんしゅうにしがさきえき）は、静岡県浜松市中央区西ケ崎町にある遠州鉄道鉄道線の駅。駅番号はET11。

## 歴史
1944年（昭和19年）までは、浜松電気鉄道笠井線が接続していた。

### 駅名の由来
開業当時の地名（浜名郡積志村大字西ヶ崎）が由来。
「西ヶ崎」の由来は諸説あるが、この地域が三方原の東端に位置しており「反対から見ると西の先にあたる」と言う意味の「西ヶ先」が転化したものといわれる。開業時は西ヶ崎駅が正式名称だった。

### 年表
- 1909年（明治42年）12月6日：西ヶ崎駅として開業[1]。
- 1923年（大正12年）4月1日：遠州西ヶ崎駅に改称[4]。
- 1956年（昭和31年）11月20日：駅東側に車庫増設。
- 1973年（昭和48年）10月1日：貨物営業廃止。
- 1977年（昭和52年）12月23日：電車工場・車庫が西鹿島駅に移設される[5]。
- 1979年（昭和54年）11月28日：駅舎改築。
- 1982年（昭和57年）6月1日：東口を設置。

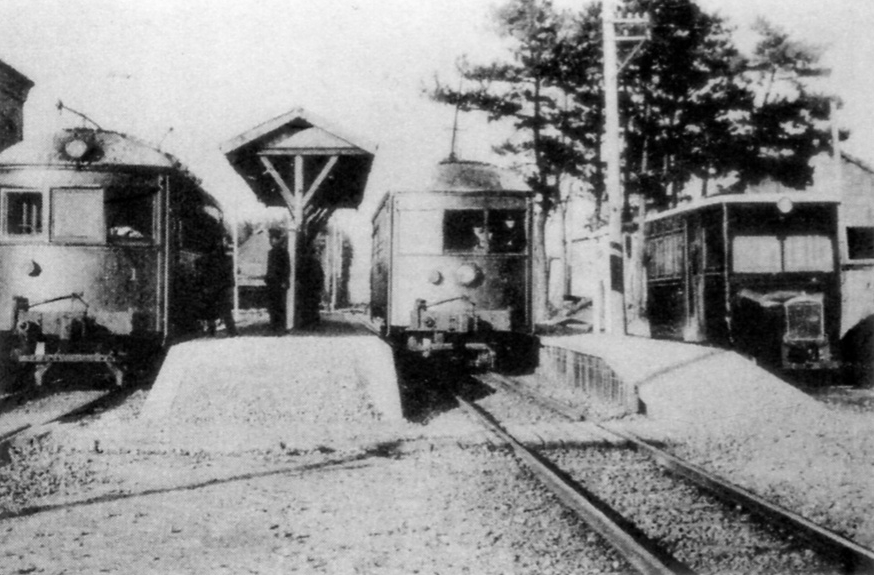
笠井線接続時代の遠州西ヶ崎駅

## 駅構造
島式ホーム1面2線の地上駅。駅舎はあるが、終日無人駅である。通常は1番線（西側）を使用する。正式名称には「遠州」とつくが、車内放送では省略され「西ヶ崎駅」と案内されている。
駐輪場（収容346台）は駅の東西両側にそれぞれ存在する。
駅北東に側線があり、電気機関車ED282と、ホキ800形貨車3両が留置されている。バラスト等工事資材の積み込みもここで行われるが、敷地が手狭なため短くせざるを得なかった側線の有効長の関係から、通常貨車は分割して留置されている。廃車となった車両の解体作業も同所で行われるため、解体作業時にはこれらの機関車と貨車は西鹿島駅に移動する。かつてはここに車両工場が存在したが、1977年（昭和52年）に工場が西鹿島駅に移転したため、現在は前述の通りの留置線と保線基地としての機能のみが残されている。

### 鉄道営業所
駅西側に鉄道営業所があり、鉄道の運行に関する業務全般や定期券・ナイスパスの販売など窓口営業が行われている。中には運転司令室があり、全線の運転状況の確認や遠隔操作を行うCTC装置がある。東側には工務所もある。

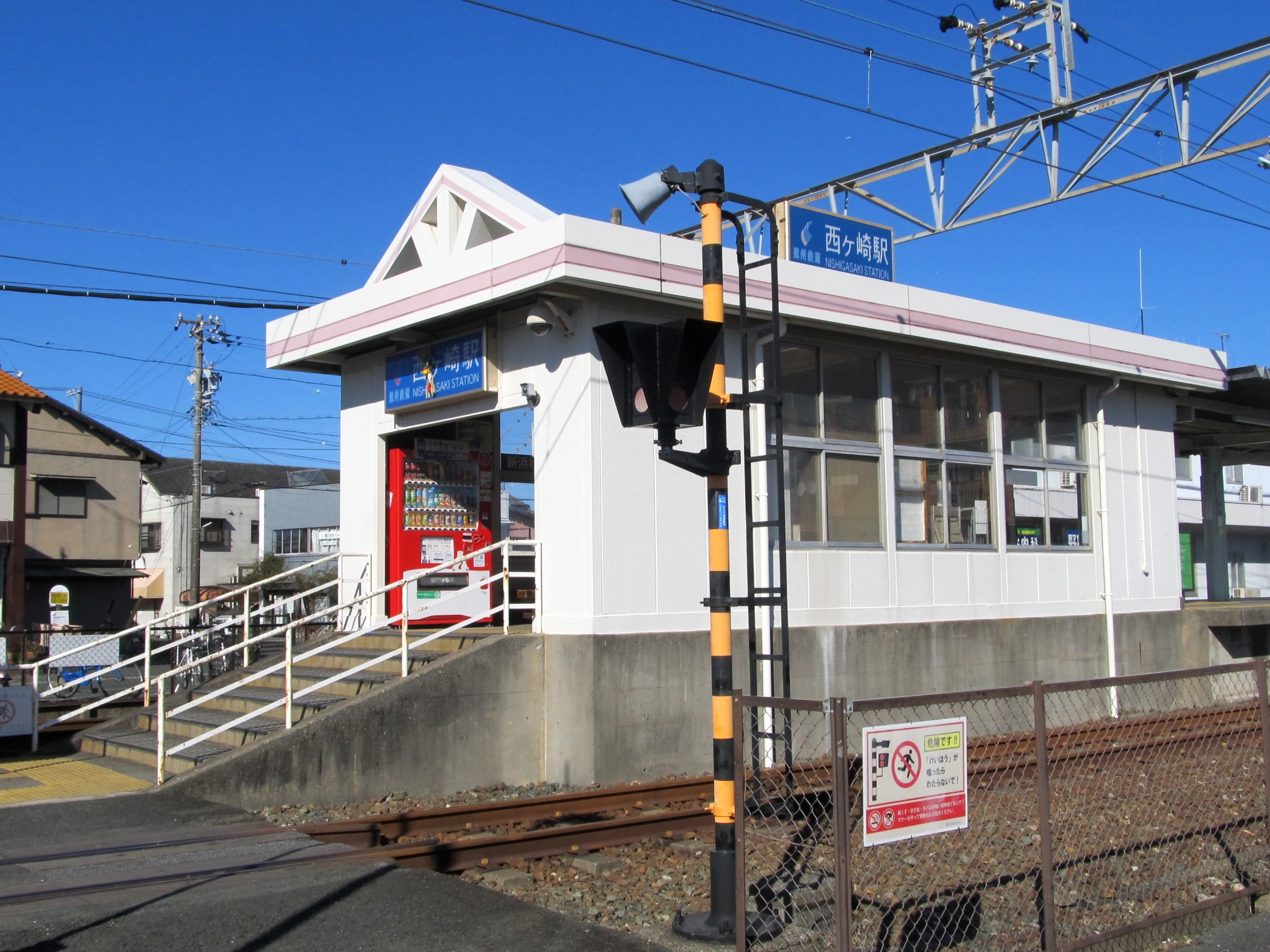
駅舎
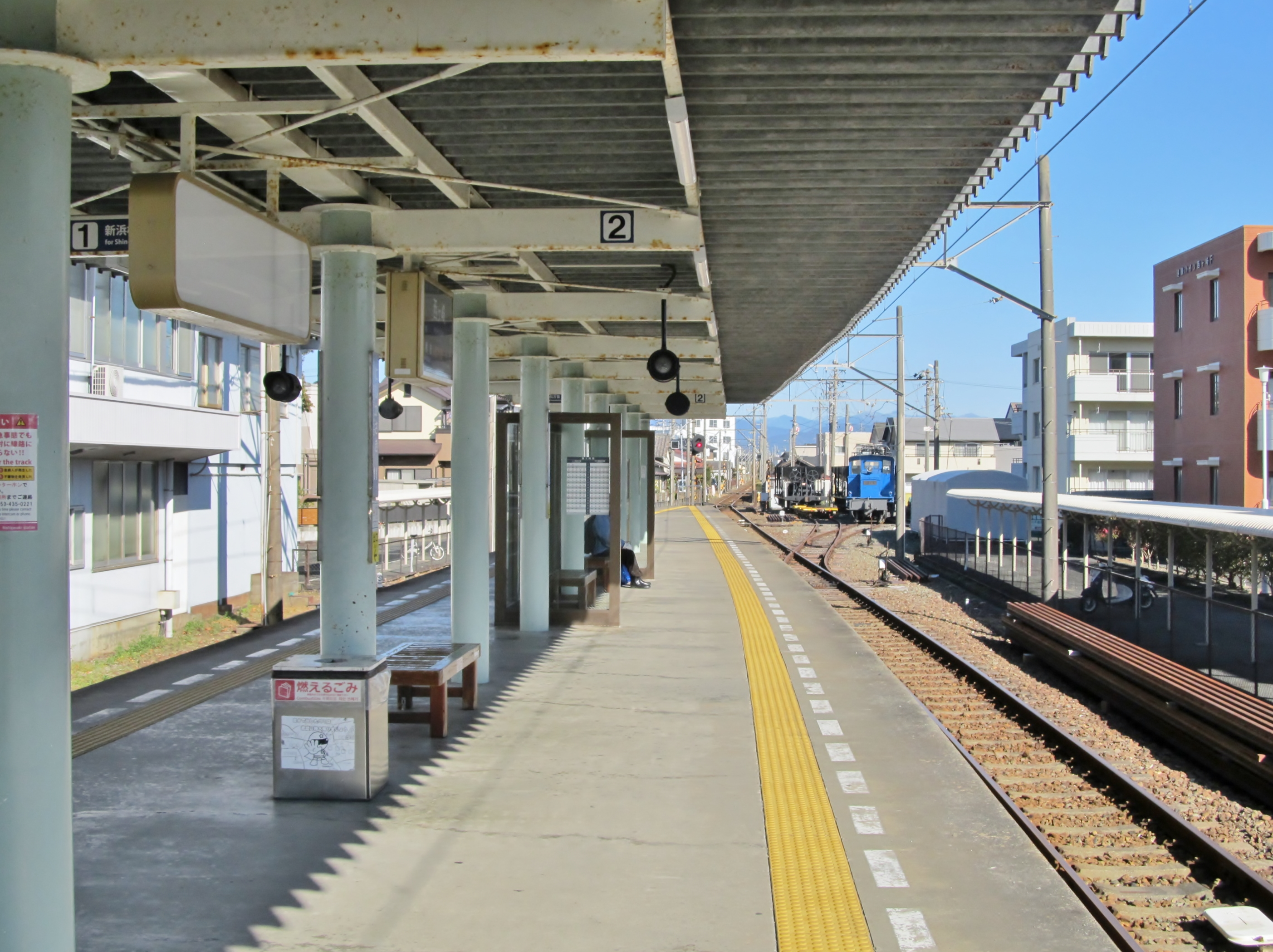
ホーム
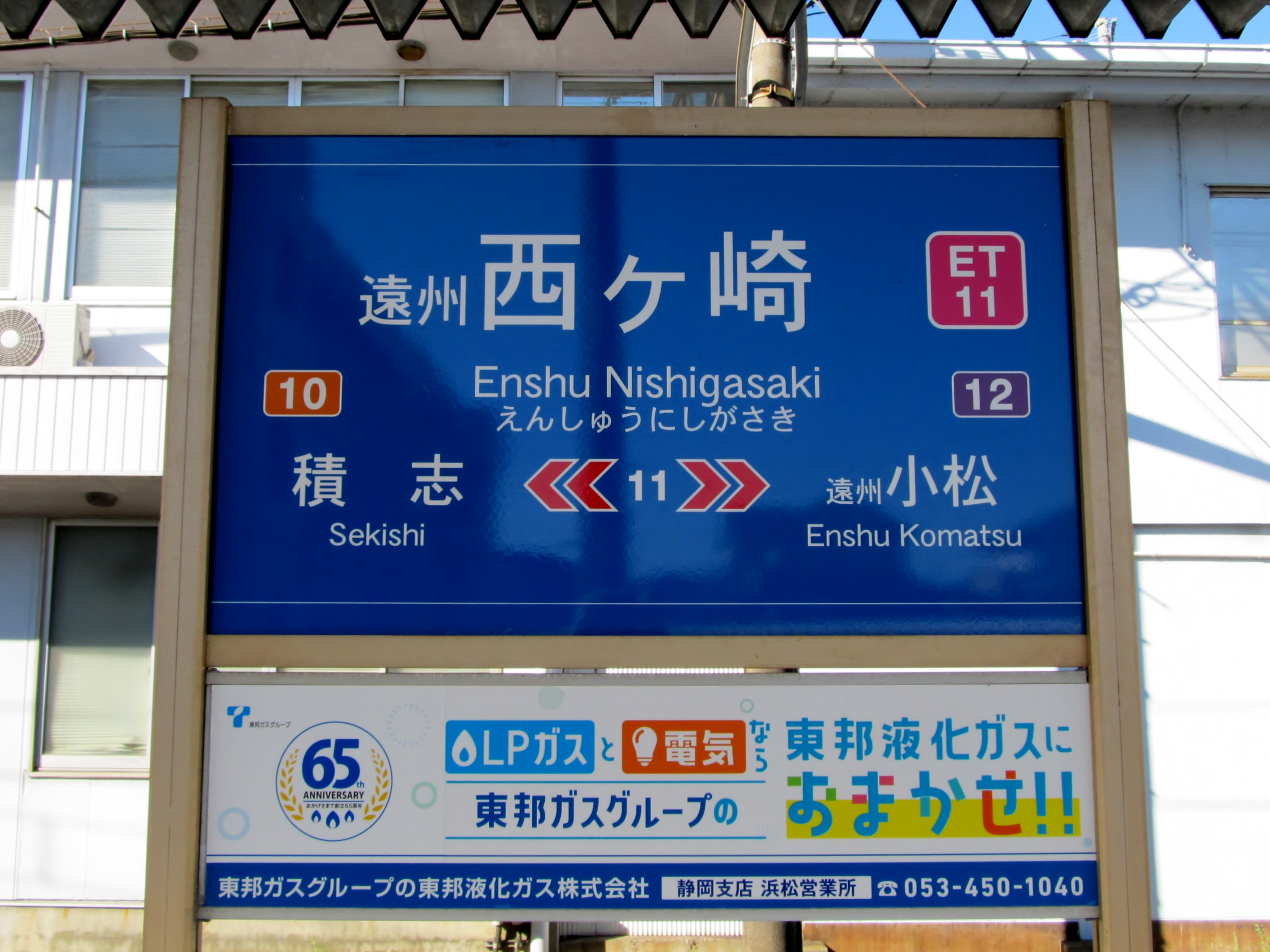
駅名標
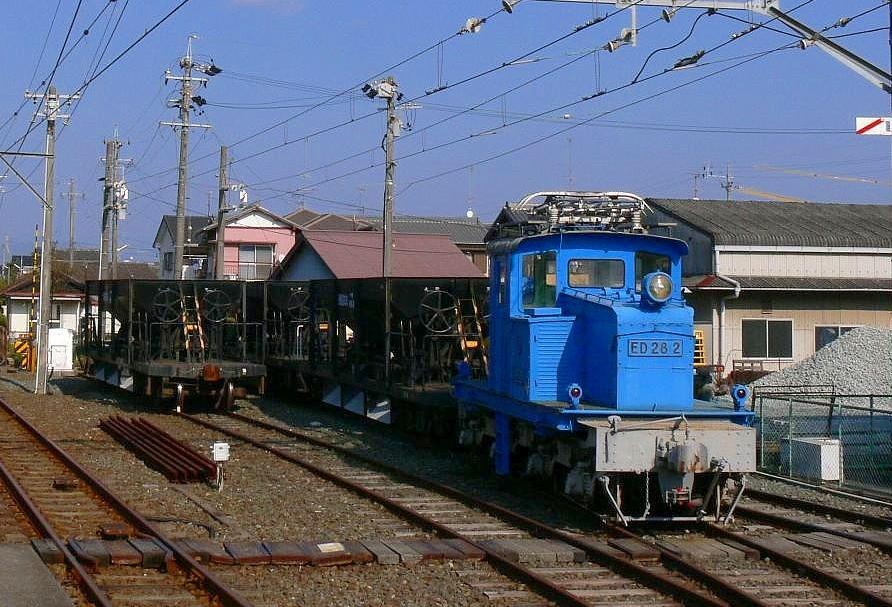
駅構内に留置されているED282とホキ800形貨車

### のりば
| のりば番号 | ホーム | 路線            | 方向                | 行先                |
| ---------- | ------ | --------------- | ------------------- | ------------------- |
| 1          | 西側   | ■遠州鉄道鉄道線 | 上り                | 曳馬・新浜松方面    |
| 1          | 西側   | ■遠州鉄道鉄道線 | 下り                | 浜北・西鹿島方面    |
| 2          | 東側   | ■遠州鉄道鉄道線 | ※定期列車の設定なし | ※定期列車の設定なし |

## 利用状況
2023年度（令和5年度）の乗車人員は335,526人、降車人員は334,734人である。主として通学・通勤用に利用される。
1980年度（昭和55年度）以降の乗車人員および降車人員は次の表のとおりである。
| 年間の乗車人員・降車人員の推移 | 年間の乗車人員・降車人員の推移 | 年間の乗車人員・降車人員の推移 | 年間の乗車人員・降車人員の推移 |
| 年度                           | 遠州鉄道                       | 遠州鉄道                       | 出典・備考                     |
| 年度                           | 乗車人員                       | 降車人員                       | 出典・備考                     |
| ------------------------------ | ------------------------------ | ------------------------------ | ------------------------------ |
| 1980年度（昭和55年度）         | 334,680 人                     | 334,663 人                     | [ 静岡県 2 ]                   |
| 1981年度（昭和56年度）         | 321,213 人                     | 332,608 人                     | [ 静岡県 3 ]                   |
| 1982年度（昭和57年度）         | 305,571 人                     | 320,910 人                     | [ 静岡県 4 ]                   |
| 1983年度（昭和58年度）         | 275,590 人                     | 293,151 人                     | [ 静岡県 5 ]                   |
| 1984年度（昭和59年度）         | 261,620 人                     | 279,088 人                     | [ 静岡県 6 ]                   |
| 1985年度（昭和60年度）         | 261,497 人                     | 281,575 人                     | [ 静岡県 7 ]                   |
| 1986年度（昭和61年度）         | 262,995 人                     | 283,806 人                     | [ 静岡県 8 ]                   |
| 1987年度（昭和62年度）         | 264,850 人                     | 288,297 人                     | [ 静岡県 9 ]                   |
| 1988年度（昭和63年度）         | 280,334 人                     | 303,053 人                     | [ 静岡県 10 ]                  |
| 1989年度（平成元年度）         | 289,305 人                     | 301,101 人                     | [ 静岡県 11 ]                  |
| 1990年度（平成2年度）          | 320,295 人                     | 326,438 人                     | [ 静岡県 12 ]                  |
| 1991年度（平成3年度）          | 293,024 人                     | 300,682 人                     | [ 静岡県 13 ]                  |
| 1992年度（平成4年度）          | 276,680 人                     | 282,618 人                     | [ 静岡県 14 ]                  |
| 1993年度（平成5年度）          | 269,985 人                     | 273,202 人                     | [ 静岡県 15 ]                  |
| 1994年度（平成6年度）          | 276,574 人                     | 282,392 人                     | [ 静岡県 16 ]                  |
| 1995年度（平成7年度）          | 281,863 人                     | 288,708 人                     | [ 静岡県 17 ]                  |
| 1996年度（平成8年度）          | 273,922 人                     | 280,108 人                     | [ 静岡県 18 ]                  |
| 1997年度（平成9年度）          | 320,515 人                     | 327,345 人                     | [ 静岡県 19 ]                  |
| 1998年度（平成10年度）         | 296,452 人                     | 301,451 人                     | [ 静岡県 20 ]                  |
| 1999年度（平成11年度）         | 289,092 人                     | 297,361 人                     | [ 静岡県 21 ]                  |
| 2000年度（平成12年度）         | 290,987 人                     | 297,907 人                     | [ 静岡県 22 ]                  |
| 2001年度（平成13年度）         | 293,568 人                     | 300,138 人                     | [ 静岡県 23 ]                  |
| 2002年度（平成14年度）         | 283,083 人                     | 288,160 人                     | [ 静岡県 24 ]                  |
| 2003年度（平成15年度）         | 291,554 人                     | 295,084 人                     | [ 静岡県 25 ]                  |
| 2004年度（平成16年度）         | 281,413 人                     | 290,220 人                     | [ 静岡県 26 ]                  |
| 2005年度（平成17年度）         | 282,412 人                     | 285,445 人                     | [ 静岡県 27 ]                  |
| 2006年度（平成18年度）         | 281,616 人                     | 284,826 人                     | [ 静岡県 28 ]                  |
| 2007年度（平成19年度）         | 294,752 人                     | 295,726 人                     | [ 静岡県 29 ]                  |
| 2008年度（平成20年度）         | 282,995 人                     | 284,405 人                     | [ 静岡県 30 ]                  |
| 2009年度（平成21年度）         | 270,278 人                     | 271,972 人                     | [ 静岡県 31 ]                  |
| 2010年度（平成22年度）         | 262,360 人                     | 263,273 人                     | [ 静岡県 32 ]                  |
| 2011年度（平成23年度）         | 261,145 人                     | 264,228 人                     | [ 静岡県 33 ]                  |
| 2012年度（平成24年度）         | 269,419 人                     | 271,229 人                     | [ 静岡県 34 ]                  |
| 2013年度（平成25年度）         | 268,398 人                     | 268,792 人                     | [ 静岡県 35 ]                  |
| 2014年度（平成26年度）         | 270,504 人                     | 271,048 人                     | [ 静岡県 36 ]                  |
| 2015年度（平成27年度）         | 278,277 人                     | 277,574 人                     | [ 静岡県 37 ]                  |
| 2016年度（平成28年度）         | 289,152 人                     | 289,350 人                     | [ 静岡県 38 ]                  |
| 2017年度（平成29年度）         | 313,400 人                     | 312,607 人                     | [ 静岡県 39 ]                  |
| 2018年度（平成30年度）         | 324,074 人                     | 323,017 人                     | [ 静岡県 40 ]                  |
| 2019年度（令和元年度）         | 328,228 人                     | 326,923 人                     | [ 静岡県 41 ]                  |
| 2020年度（令和2年度）          | 243,765 人                     | 245,892 人                     | [ 静岡県 1 ]                   |
| 2021年度（令和3年度）          | 261,511 人                     | 263,781 人                     | [ 静岡県 1 ]                   |
| 2022年度（令和4年度）          | 296,070 人                     | 295,913 人                     | [ 静岡県 1 ]                   |
| 2023年度（令和5年度）          | 335,526 人                     | 334,734 人                     | [ 静岡県 1 ]                   |

## 駅周辺
- 遠州鉄道 鉄道営業所[8]
- 西ヶ崎駅前停留所 - 浜松市発達医療総合福祉センター無料シャトル便が発着。笠井上町を経由して浜松市発達医療総合福祉センター（はままつ友愛のさと）を結ぶ。センター休館日は運休。
- 遠鉄タクシー・外山タクシー乗降場
- 静岡県道65号浜松環状線
- 浜松西崎郵便局
- とぴあ浜松農業協同組合（JAとぴあ浜松）西ケ崎支店
- 遠鉄ストア 西ヶ崎店

## 隣の駅
遠州鉄道
■鉄道線
積志駅（ET10） - 遠州西ヶ崎駅（ET11） - 遠州小松駅（ET12）